# 伏伊伏丁那自治省议会
伏伊伏丁那自治省议会是塞尔维亚的伏伊伏丁那自治省的立法机关。议会有120名议员。每届议会任期4年。现任议长是伊斯特温·帕斯托。